# Singlesculler
Singlesculler (ofte forkortet 1x) er en kaproningsbåd, som roes af én personer med to årer. Båden er ca. 8 meter lang, og klassen er på OL-programmet både for mænd og kvinder.
Første gang singlesculleren blev roet i OL-sammenhæng var ved OL 1900 i Paris.